# Luktloben

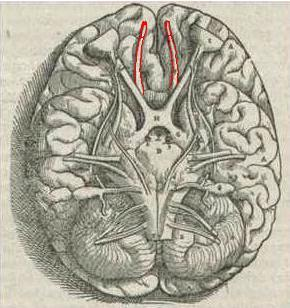
Luktnerverna markerade i rött.

Luktloben (latin: bulbus olfactorius) är en äggformad struktur vid luktnervens ände, belägen ovanpå silbenet i limbiska systemet, som består av nervceller. Den tar emot doftintryck från omgivningen genom olika sorters nervceller som känner av kemiska ämnen i inandningsluften.